# ヤヌシュ3世
ヤヌシュ3世（ポーランド語：Janusz III Mazowiecki, 1502年 – 1526年3月9日/3月10日）は、ポーランドのマゾフシェ公国の統治者。マゾフシェ・ピャスト家最後の当主。マゾフシェ公コンラト3世ルディの次男で、母はリトアニア大法官ミカロユス・ラドヴィライティスの娘アンナ。1518年まで公国では母アンナによる摂政政治がしかれ、その後1524年に兄スタニスワフが死ぬまで兄の共同統治者であった。1526年にヤヌシュ3世が死ぬと、マゾフシェ公国はポーランド王国に併合された。

## 生涯

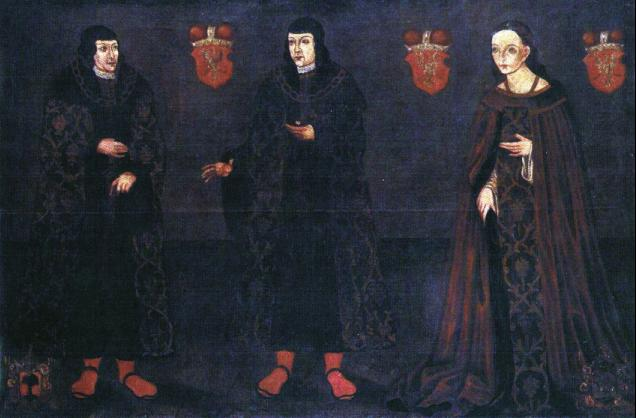
マゾフシェ・ピャスト家の最後の人物たち、左からスタニスワフ（1500年 - 1524年）、ヤヌシュ3世（1502年 - 1526年）、2人の姉アンナ（1498年 - 1557年）

マゾフシェ公爵夫妻の末息子として1502年の冬に生まれた。翌1503年に父が死ぬと、ヤヌシュ3世と兄スタニスワフはチェルスク地方を相続し、ポーランド王アレクサンデルの支持を受けてマゾフシェ公の地位を継承した。しかし兄弟はまだ幼児・乳児であるため、母親である公爵未亡人アンナ・ラジヴィウヴナが摂政を務めた。
1518年、ヤヌシュ3世とスタニスワフの兄弟はポーランド王ジグムント1世とボナ・スフォルツァの結婚式に招かれた。兄弟は1519年に始まったポーランド・テュートン戦争でもポーランド側について戦った。1518年、兄弟は統治者として振る舞うだけの年齢に達したため、親政を開始したが、公国内の貴族達は摂政アンナが権力を息子達に移譲することに反対した。このためアンナは1522年に亡くなるまで公国の事実上の統治者であり続けた。
母アンナが死ぬと、公爵兄弟はすぐに酒と女を求める享楽的な生活にいそしむようになった。1524年にスタニスワフが死ぬまで、兄弟は共同統治を続けた。スタニスワフは1524年に亡くなり、ヤヌシュ3世も2年後の1526年3月9日の夜か10日に死んだ。遺体は公国の首都ワルシャワの聖ヤン聖堂に葬られた。彼の死により、シェモヴィト1世に始まるマゾフシェ・ピャスト家は断絶した。
公爵兄弟は暗殺されたのだという噂が広まり、社会不安を巻き起こした。国王ジグムント1世もこの事態を重く見て、殺人はなかったという宣言を出したほどだった。当時の歴史家マルチン・ビェルスキは、公爵兄弟の死因はアルコール中毒だろうと考えていた。また別の人々は結核だったと見ている。
ヤヌシュ3世の死後まもなくマゾフシェ公国はポーランド王国に併合されたが、マゾフシェの貴族の一部はこれに抵抗した。彼らは公国の独立を維持しようと試み、公国を公爵兄弟の姉アンナ・マゾヴィエツカのような女性の近親者に相続させるべきだと主張した。しかしジグムント1世は彼らの要求を拒み、自分を公国の相続人として認めさせた。公国はヤギェウォ王家にとって重要な財産となった。公国は1576年まで一定の自治を認められていた。